# Ocyptamus macropyga
Ocyptamus macropyga är en tvåvingeart som först beskrevs av Charles Howard Curran 1941.  Ocyptamus macropyga ingår i släktet Ocyptamus och familjen blomflugor. Inga underarter finns listade i Catalogue of Life.